# Frédéric de Brunswick-Grubenhagen
Frédéric de Brunswick-Grubenhagen-Osterode (né vers 1350 - †  1421 inhumé à Einbeck) duc de Brunswick-Lunebourg de la maison des Welf, il règne conjointement avec son frère Albert Ier puis seul sur une partie de la principauté de Grubenhagen.

## Éléments de biographie
Frédéric est le fils cadet du duc  Ernest Ier et de son épouse Adelaide d'Everstein fille de Henri II comte d'Everstein. Il lui succède conjointement en 1361 avec ses frères aînés: Albert Ier, Ernest II et Jean II. 
Entre 1383, après la mort de son frère Albert Ier et jusqu'en 1401 il assure la régence pour le compte de son neveu Éric de Brunswick-Grubenhagen dans la principauté de Grubenhagen d'abord à Herzberg am Harz, en 1397 à Salzderhelden et en 1402 à Herzberg am Harz & Osterode. Il conserve en propre ces deux derniers fiefs jusqu'à sa mort.
Il épouse  Adelaide (morte après 29 septembre 1405), une fille de Jean II d'Anhalt-Zerbst qui lui donne son fils et successeur dans ses possessions Othon II de Grubenhagen-Osterode.